# Scolecenchelys borealis
Scolecenchelys borealis är en fiskart som först beskrevs av H. Machida och Shiogaki, 1990.  Scolecenchelys borealis ingår i släktet Scolecenchelys och familjen Ophichthidae. Inga underarter finns listade i Catalogue of Life.